# Gare de L'Annonciation
La  gare de L’Annonciation à Rivière-Rouge, au Québec, est une ancienne gare du Canadien Pacifique. Elle est une gare ferroviaire patrimoniale construite en style d’architecture pittoresque en 1903 . Depuis sa fermeture, elle sert de centre d’exposition  et de pavillon d’accueil et d’information touristique .

## Histoire

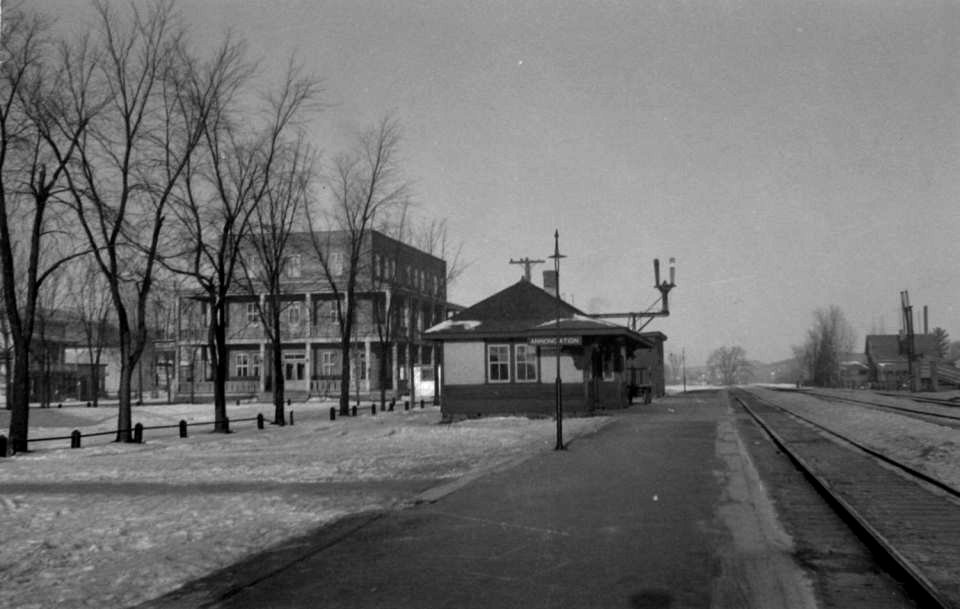
La gare en 1939, vue par Conrad Poirier.

La gare est construite en 1903 par une filiale de Canadien Pacifique, la Compagnie du Chemin de Fer de la Colonisation du Nord, pour encourager la colonisation de la rive nord du fleuve Saint-Laurent.  « Elle constitue l’un des rares exemples au Québec de gare construite selon le plan normalisé no 4 du Canadien Pacifique » .  Plusieurs additions sont construites par la suite, la maison du régisseur en 1905, le parc à matériaux et les remises à outils en 1911 et les dépôts de marchandises et de charbon en 1924 . Le premier train arrive en gare le 4 janvier 1904 .
La gare a un toit court en croupe aux rebords larges avec des consoles décoratives avec un poste en saillie du télégraphiste (donc « la disposition des ouvertures qui reflète à l’extérieur la disposition fonctionnelle de l’intérieur »). Elle offre un abri aux voyageurs sous son avant-toit large. Construite avec des matériaux d’origine simples et économiques utilisant principalement du bois, on y remarque un parement en bois, un parement horizontal installé comme lambris, des consoles et des détails en bois, et des fenêtres, des portes et des garnitures en bois. Le quai de la gare montre aussi un ossature en bois.   
La gare se situe en pleine vue sur la rue principale de L’Annonciation, une caractéristique typique des gares de petites villes au Canada .
Construite en style cottage orné, elle sert de bureau d'information de tourisme depuis 1988 . Le service passager prend fin en 1981 et le service des marchandises prend fin en 1988. La gare n'est pas protégée par la ville, mais elle est inventoriée comme item de l' Inventaire du patrimoine culturel de la MRC d'Antoine-Labelle depuis 2016 